# Manhunt International 1994
Manhunt International 1994 là cuộc thi Manhunt International lần thứ hai được tổ chức tại Gold Coast, Úc. Nikos Papadakis đến từ Hy Lạp giành được danh hiệu.

## Kết quả
| Hạng                       | Thí sinh                            |
| -------------------------- | ----------------------------------- |
| Manhunt International 1994 | - Hy Lạp – Nikos Papadakis          |
| Á vương 1                  | - Úc – Trent Garfthon               |
| Á vương 2                  | - Hoa Kỳ – Richard Planks           |
| Á vương 3                  | - Singapore – Benedict Goh Wei Cheh |
| Á vương 4                  | - Ấn Độ – Rajat Bedi                |

Giải thưởng đặc biệt
| Award           | Contestant                          |
| --------------- | ----------------------------------- |
| Mr. Personality | - Singapore – Benedict Goh Wei Cheh |

## Các thí sinh
24 thí sinh dự thi.
| Quốc gia/vùng lãnh thổ | Thí sinh               |
| ---------------------- | ---------------------- |
| Áo                     | Alex Schindelars       |
| Ấn Độ                  | Rajat Bedi             |
| Bỉ                     | Fransen Georgy         |
| Đan Mạch               | Kenneth Bonnevie       |
| Đức                    | Sascha Rose            |
| Quần đảo Fiji          | Willie Tatipata        |
| Hoa Kỳ                 | Richard Planks         |
| Hy Lạp                 | Nikos Papadakis        |
| Malaysia               | Kenny Clarence Paptist |
| Nam Phi                | Shane Ford             |
| New Caledonia          | Franck Claude          |
| New Zealand            | Dean Robert Norrie     |
| Philippines            | Bernie Vedasco Guindo  |
| Puerto Rico            | Rico Jackson           |
| Séc                    | Karel Kovařík          |
| Singapore              | Benedict Goh Wei Cheh  |
| Síp                    | John Ioannou           |
| Sri Lanka              | Steve Robert Samuel    |
| Tây Ban Nha            | Chris Aprikidis        |
| Thổ Nhĩ Kỳ             | Burak Hakki            |
| Thụy Điển              | Niko Westergerling     |
| Thụy Sĩ                | Mike Coviello          |
| Úc                     | Trent Garfthon         |
| Ý                      | Alberto Ciottoli       |